# Hambers
Hambers és un municipi francès situat al departament de Mayenne i a la regió de País del Loira. L'any 2007 tenia 565 habitants.

## Demografia

### Població
El 2007 la població de fet de Hambers era de 565 persones. Hi havia 228 famílies de les quals 72 eren unipersonals (36 homes vivint sols i 36 dones vivint soles), 72 parelles sense fills, 80 parelles amb fills i 4 famílies monoparentals amb fills.
La població ha evolucionat segons el següent gràfic:
Habitants censats

### Habitatges
El 2007 hi havia 351 habitatges, 228 eren l'habitatge principal de la família, 87 eren segones residències i 36 estaven desocupats. 343 eren cases i 6 eren apartaments. Dels 228 habitatges principals, 187 estaven ocupats pels seus propietaris, 38 estaven llogats i ocupats pels llogaters i 3 estaven cedits a títol gratuït; 3 tenien una cambra, 10 en tenien dues, 37 en tenien tres, 67 en tenien quatre i 110 en tenien cinc o més. 189 habitatges disposaven pel capbaix d'una plaça de pàrquing. A 100 habitatges hi havia un automòbil i a 101 n'hi havia dos o més.

### Piràmide de població
La piràmide de població per edats i sexe el 2009 era:
| Homes | Edats   | Dones |
| ----- | ------- | ----- |
| 0     | 95 o +  | 0     |
| 0     | 90 a 94 | 0     |
| 8     | 85 a 89 | 12    |
| 0     | 80 a 84 | 8     |
| 4     | 75 a 79 | 20    |
| 4     | 70 a 74 | 12    |
| 24    | 65 a 69 | 8     |
| 16    | 60 a 64 | 12    |
| 16    | 55 a 59 | 24    |
| 16    | 50 a 54 | 24    |
| 28    | 45 a 49 | 12    |
| 16    | 40 a 44 | 16    |
| 20    | 35 a 39 | 20    |
| 8     | 30 a 34 | 0     |
| 16    | 25 a 29 | 8     |
| 20    | 20 a 24 | 24    |
| 16    | 15 a 19 | 12    |
| 8     | 10 a 14 | 16    |
| 16    | 5 a 9   | 24    |
| 12    | 0 a 4   | 20    |

## Economia
El 2007 la població en edat de treballar era de 355 persones, 238 eren actives i 117 eren inactives. De les 238 persones actives 217 estaven ocupades (119 homes i 98 dones) i 21 estaven aturades (11 homes i 10 dones). De les 117 persones inactives 35 estaven jubilades, 34 estaven estudiant i 48 estaven classificades com a «altres inactius».

### Ingressos
El 2009 a Hambers hi havia 233 unitats fiscals que integraven 571,5 persones, la mediana anual d'ingressos fiscals per persona era de 16.129 €.

### Activitats econòmiques
Dels 18 establiments que hi havia el 2007, 1 era d'una empresa alimentària, 1 d'una empresa de fabricació d'altres productes industrials, 5 d'empreses de construcció, 3 d'empreses de comerç i reparació d'automòbils, 3 d'empreses d'hostatgeria i restauració, 1 d'una empresa immobiliària, 2 d'empreses de serveis i 2 d'empreses classificades com a «altres activitats de serveis».
Dels 8 establiments de servei als particulars que hi havia el 2009, 1 era un taller de reparació d'automòbils i de material agrícola, 2 paletes, 1 guixaire pintor, 1 fusteria, 1 lampisteria, 1 perruqueria i 1 restaurant.
Dels 2 establiments comercials que hi havia el 2009, 1 era una fleca i 1 una floristeria.
L'any 2000 a Hambers hi havia 41 explotacions agrícoles que ocupaven un total de 1.798 hectàrees.

## Equipaments sanitaris i escolars
El 2009 hi havia una escola elemental integrada dins d'un grup escolar amb les comunes properes formant una escola dispersa.

## Poblacions més properes
El següent diagrama mostra les poblacions més properes.